# 黒須田川
黒須田川（くろすだがわ）は、神奈川県川崎市麻生区王禅寺に源を発し南へ流れ、横浜市青葉区市ケ尾町の県立市ヶ尾高校付近で鶴見川（谷本川）に合流する準用河川である。

## 流域の自治体
神奈川県
川崎市麻生区、横浜市青葉区

## 橋梁
- ゆきやなぎ橋
- 大村橋
- 嶮山中央橋
- とうだん橋
- 紅桐橋
- 錦橋
- さつき橋
- 権現橋
- 黒須田橋
- 子金橋
- 河戸橋

## 画像

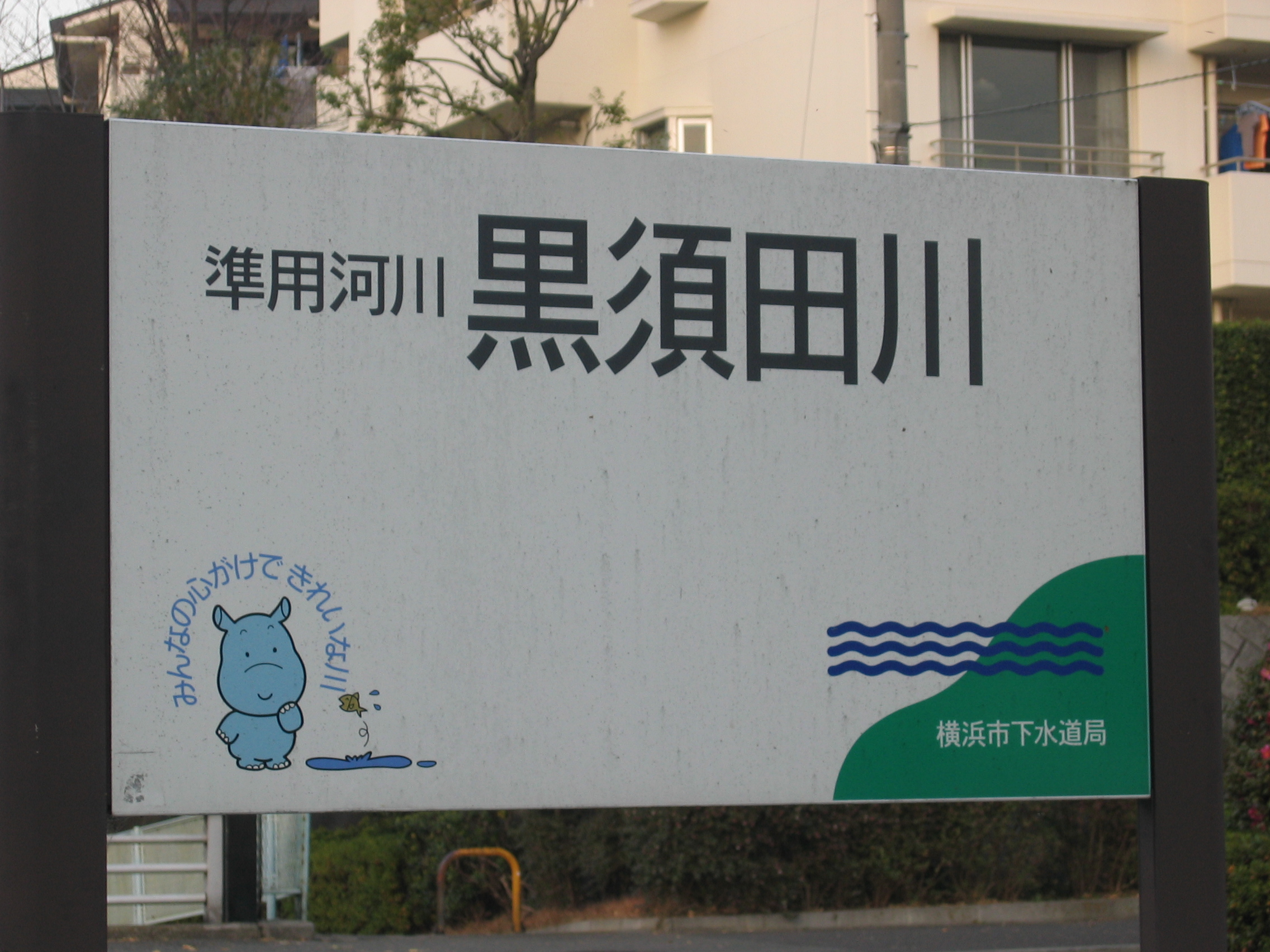
黒須田川の標識
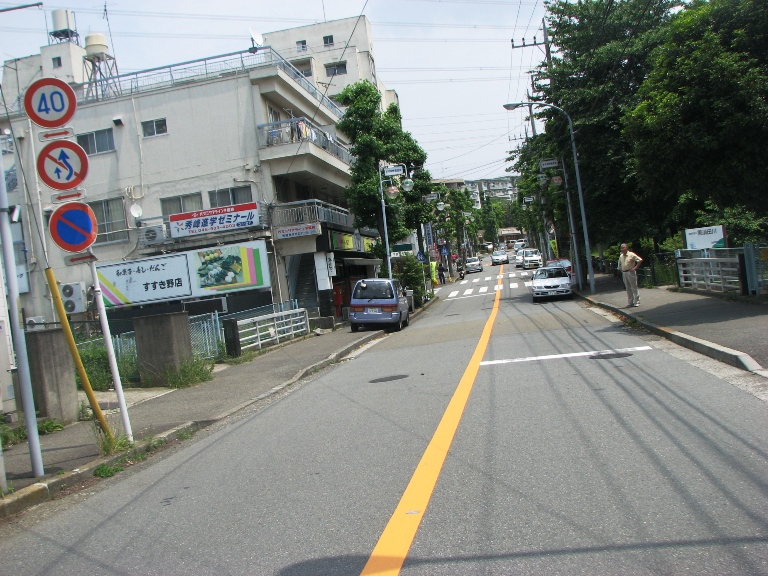
大村橋
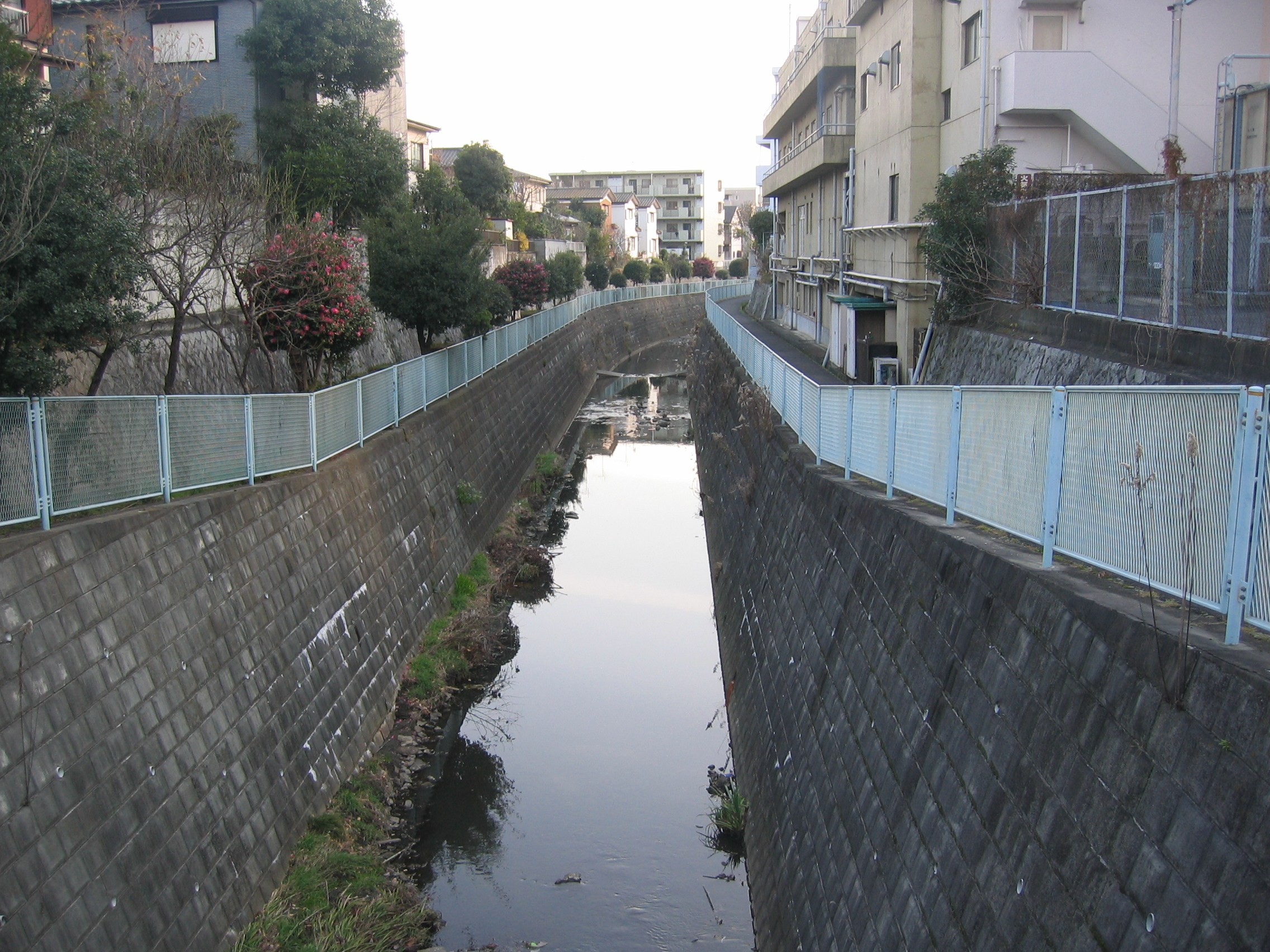
とうだん橋から
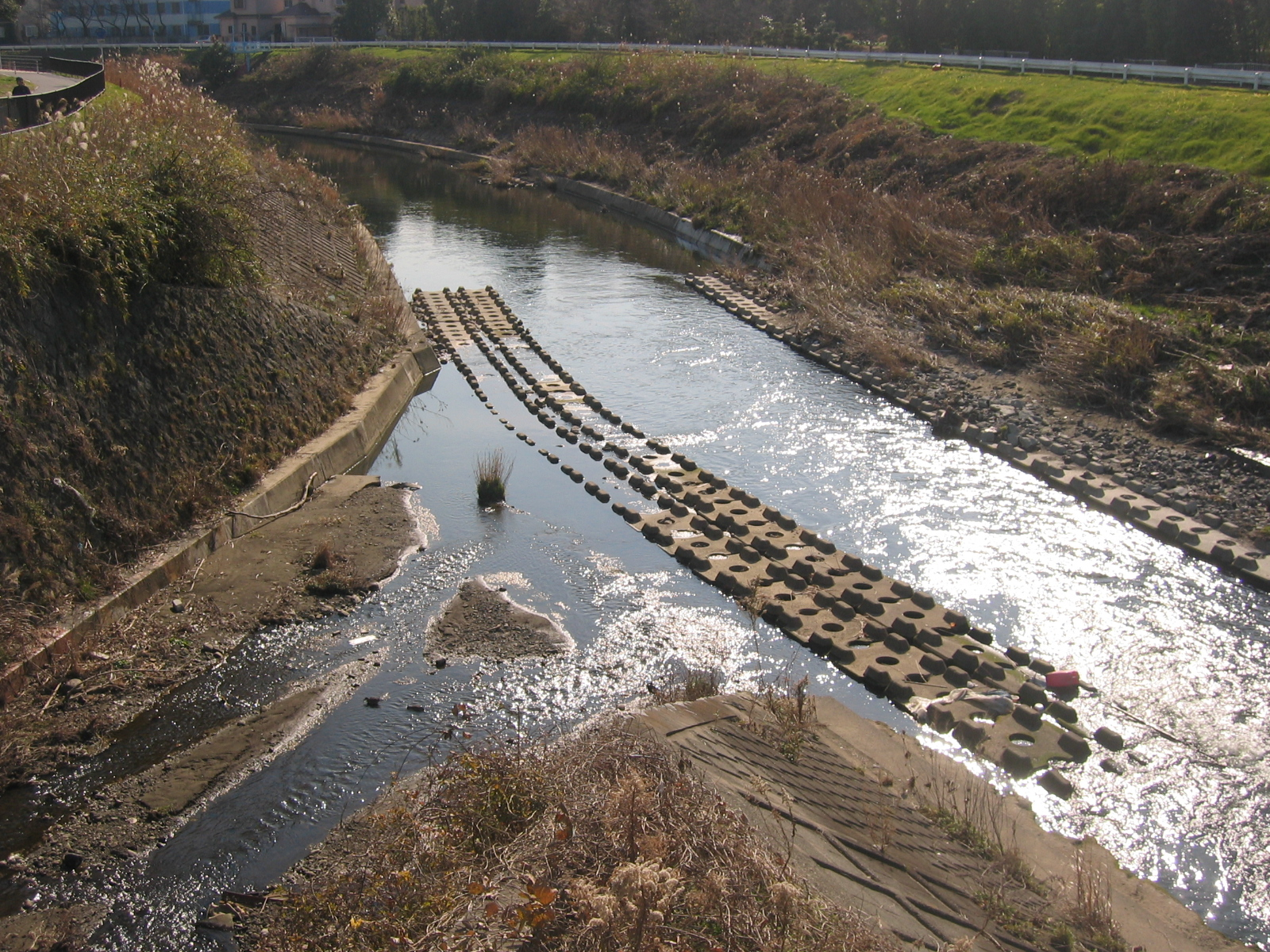
谷本川との合流点
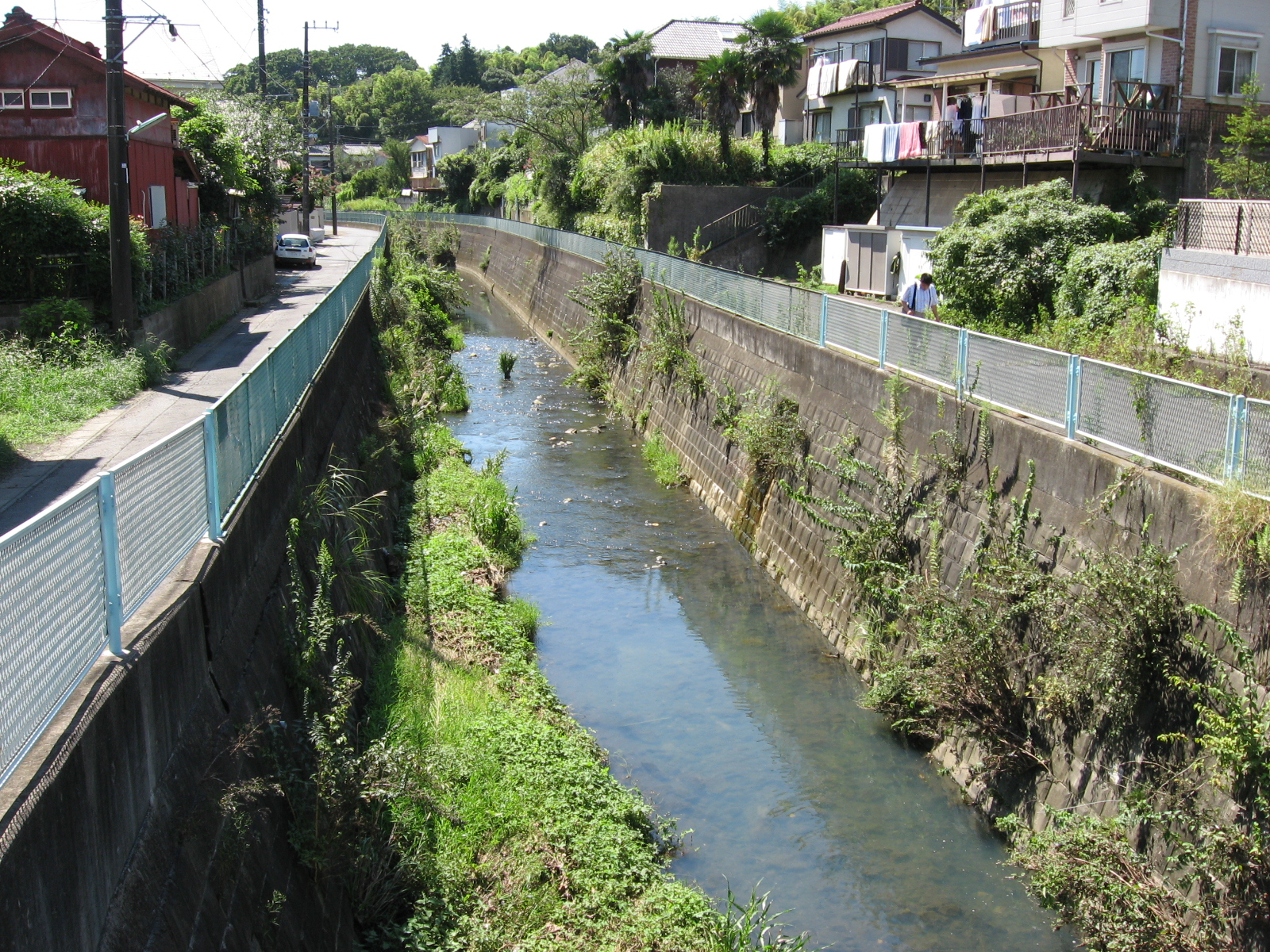
黒須田町内にて